# Tolerancia a la sombra

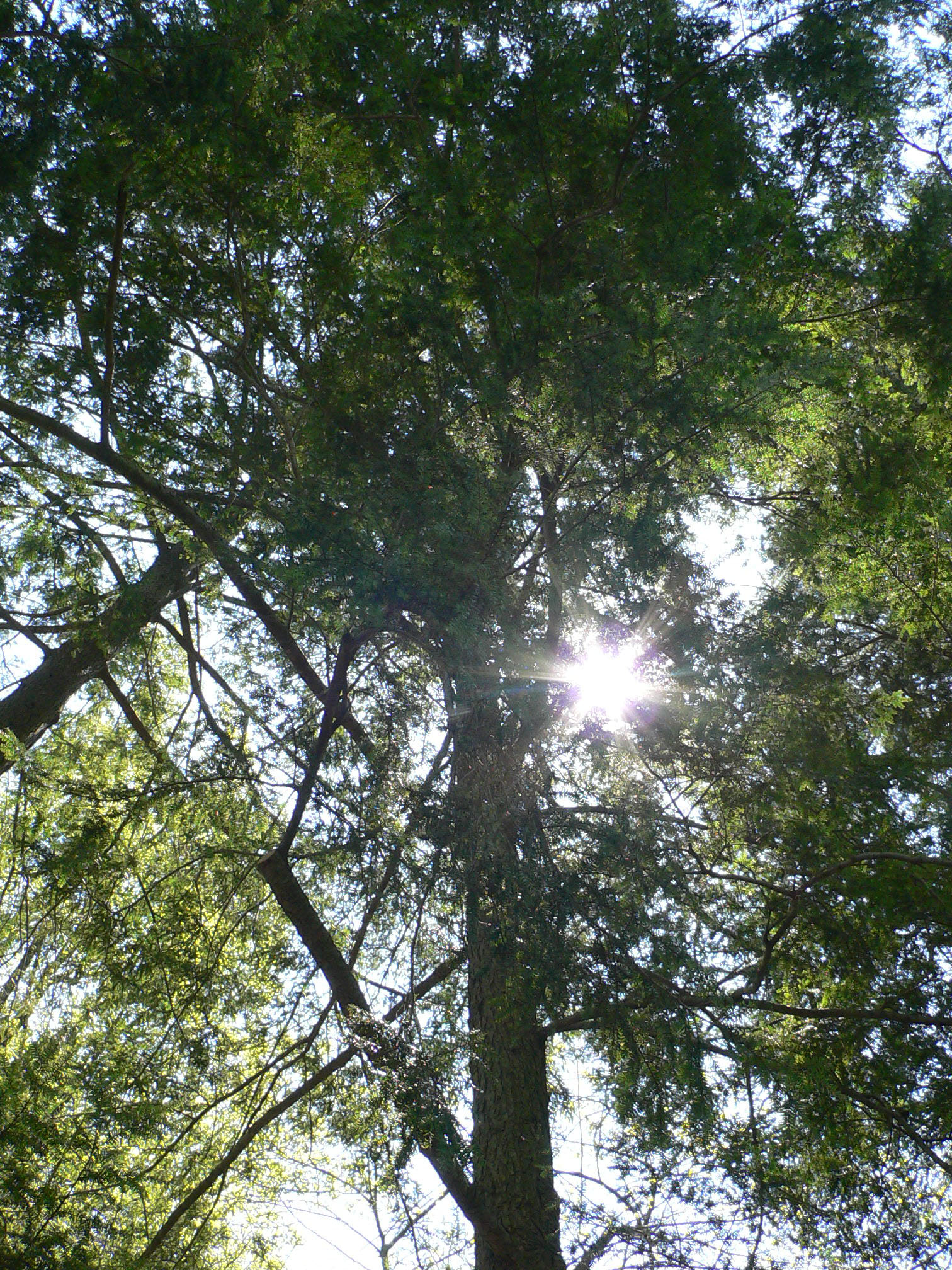
Hemlock oriental es un árbol tolerante a la sombra.

En ecología, la tolerancia a la sombra se refiere a la capacidad de una planta para tolerar niveles de luz bajos.  El término también se utiliza en horticultura y paisajismo, aunque en este contexto su uso a veces es descuidado, especialmente con respecto al etiquetado de plantas para venta en viveros. La tolerancia a la sombra es un término relativo, una propiedad compleja y multifacética de las plantas, no una sola variable o un simple continuo. Las diferentes especies de plantas exhiben diferentes adaptaciones a la sombra. De hecho, una planta particular puede exhibir diversos grados de tolerancia a la sombra, o incluso del requerimiento de luz, dependiendo de su historia o etapa de desarrollo. 

## Conceptos básicos
Excepto por algunas plantas parásitas, todas las plantas necesitan luz solar para sobrevivir. Sin embargo, en general, más luz solar no siempre facilita la supervivencia de las plantas. En la luz solar directa, las plantas se enfrentan a la desecación y la exposición a los rayos UV , y deben gastar los pigmentos que producen energía para bloquear la luz UV, y los revestimientos cerosos para evitar la pérdida de agua. 
Las plantas adaptadas a la sombra tienen la capacidad de usar luz roja lejana (aproximadamente 730 nm) más eficazmente que las plantas adaptadas a la luz solar plena.  La mayoría de la luz roja es absorbida por las plantas de dosel intolerantes a la sombra, pero la mayor parte de la luz roja lejana penetra en el dosel, llegando al sotobosque.  Las plantas tolerantes a la sombra que se encuentran aquí son capaces de realizar la fotosíntesis utilizando la luz en tales longitudes de onda.     
La situación con respecto a los nutrientes es a menudo diferente en la sombra y el sol.  La mayor parte de la sombra se debe a la presencia de un dosel de otras plantas, y esto generalmente se asocia con un entorno completamente diferente, más rico en nutrientes del suelo, que en las áreas soleadas. 
Por lo tanto, las plantas tolerantes a la sombra se adaptan para ser usuarios eficientes de energía.  En términos simples, las plantas tolerantes a la sombra cultivan hojas más anchas y delgadas para captar más luz solar en relación con el costo de producción de la hoja.  Las plantas tolerantes a la sombra también se suelen adaptar para hacer un mayor uso de los nutrientes del suelo que las plantas intolerantes a la sombra. 
Se puede hacer una distinción entre las plantas "tolerantes a la sombra" y las plantas "amantes de la sombra" o las plantas sciophilous.  Las plantas sciophilous dependen de un grado de sombreado que eventualmente mataría a la mayoría de las otras plantas, o detendría significativamente su crecimiento. 

## Adaptación de las plantas a la luz cambiante
Las plantas aplicaron adaptaciones multinivel al entorno de luz cambiante desde el nivel sistémico hasta el nivel molecular. 

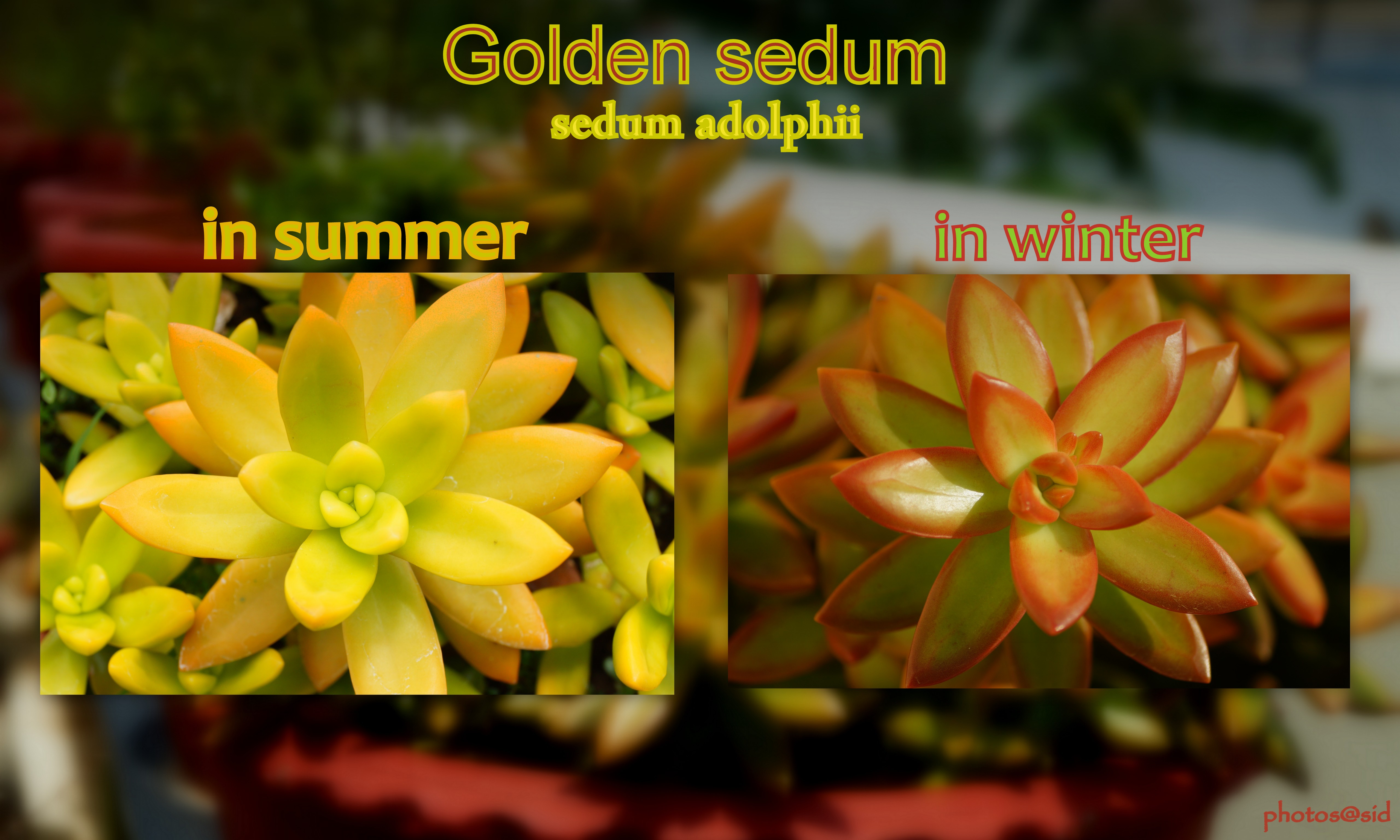
Cambios estacionales de color en el sedum adolphii-una respuesta al cambio en la cantidad de luz diurna

### Movimiento de la hoja
Se han identificado varios tipos de movimientos de hojas para adaptarse a los cambios en el entorno de luz: desarrollo, pasivo y activo.
- Los movimientos activos son reversibles.  Algunas plantas usan pigmentos absorbentes de luz azul como sensor y tejido motor pulvinar para impulsar el movimiento de las hojas.[3] Estas adaptaciones suelen ser lentas pero relativamente eficientes.  Son ventajosos para algunas plantas de sombra que tienen baja capacidad fotosintética pero que ocasionalmente están expuestas a pequeñas ráfagas de luz.
- Los movimientos pasivos están relacionados con la sequía, donde las plantas emplean una adaptación pasiva como aumentar la reflexión de las hojas durante la luz intensa (por ejemplo, al producir cristales de sal en la superficie de la hoja) o desarrollar pelos llenos de aire.
- Los movimientos de desarrollo son lentos e irreversibles.

### Movimiento del cloroplasto
El movimiento del cloroplasto es una de las adaptaciones de la planta a la luz cambiante a nivel molecular.  Un estudio sugirió que el movimiento del cloroplasto compartía el mismo fotorreceptor con el movimiento de la hoja, ya que mostraban espectros de acción similares. Es una adaptación rápida, que se produce en minutos, pero limitada, ya que solo puede reducir el 10-20% de la absorción de luz durante la luz intensa. Las limitaciones del movimiento del cloroplasto podrían ser la presencia de otros orgánulos grandes, como la vacuola, que restringen el paso del cloroplasto al lado deseado de una célula.  Además de eso, el movimiento del cloroplasto podría no ser eficiente, ya que la luz natural tiende a dispersarse en todas las direcciones. 

### Modulación del fotosistema
La modulación del fotosistema es un ejemplo de una adaptación o aclimatación a la luz a largo plazo que generalmente ocurre en el nivel genético; Transcripcional, traduccional y postraduccional.  Las plantas que crecen bajo una intensidad de luz alta generalmente tienen una antena más pequeña en comparación con las plantas que crecen con poca luz. Un estudio encontró que la modulación aclimativa del tamaño de la antena del PSII solo involucra los complejos de captación de luz externa del PSII (LHC-PSII) causados por la proteólisis de su apoproteína.
La respuesta hacia una luz más alta tomó hasta dos días después de la expresión y activación de las enzimas. La reducción del LHC-II externo a la mitad a través de la proteólisis tomó menos de un día una vez que se activó. Al cambiar los números de PS, las plantas pueden adaptarse a la luz cambiante del entorno.  Para compensar la reducción de la luz roja encontrada generalmente por la planta cultivada bajo el dosel, poseían una relación PS-II a PS-I más alta en comparación con la planta cultivada bajo la luz más alta.  Sin embargo, los factores involucrados en el mecanismo no se entienden bien. Un estudio sugirió que la fosforilación de proteínas, incluido el LHC-II, es una vía importante para la transducción de señales en la aclimatación a la luz. 

## Plantas herbáceas
En las zonas templadas, muchas flores silvestres y plantas no leñosas persisten en el dosel cerrado de un bosque al hojear a principios de la primavera, antes de que los árboles salgan.  Esto es en parte posible porque el suelo tiende a estar más protegido y, por lo tanto, las plantas son menos susceptibles a las heladas , durante el período de tiempo en el que aún sería peligroso que los árboles se hojeen. Como un ejemplo extremo de esto, las plantas anuales de invierno brotan en el otoño, crecen durante el invierno y florecen y mueren en la primavera. 
Al igual que con los árboles, la tolerancia a la sombra en las plantas herbáceas es diversa.  Algunas plantas de hojas tempranas persistirán después de que el dosel salga, mientras que otras mueren rápidamente. En muchas especies, si esto sucede o no depende del ambiente, como el suministro de agua y los niveles de luz solar. Hydrangea hirta es un arbusto de hoja caduca tolerante a la sombra que se encuentra en Japón. 
Aunque la mayoría de las plantas crecen hacia la luz, muchas vides tropicales, como la Monstera deliciosa y otros miembros de la familia Araceae , como los miembros del género Philodendron , inicialmente se alejan de la luz; Este es un ejemplo dramático de crecimiento sciophilous, que les ayuda a ubicar un tronco de árbol, que luego escalan a regiones de luz más brillante. Los brotes superiores y las hojas de un filodendro de este tipo crecen como las típicas plantas fotofílicas amantes de la luz una vez que salen a pleno sol. 

## Árboles
En los bosques donde las precipitaciones son abundantes y el agua no es un factor limitante para el crecimiento, la tolerancia a la sombra es uno de los factores más importantes que caracterizan a las especies de árboles. Sin embargo, diferentes especies de árboles exhiben diferentes adaptaciones a la sombra. 
La cicuta oriental, considerada la más tolerante a la sombra de todas las especies de árboles de América del Norte, es capaz de germinar, persistir e incluso crecer bajo un dosel completamente cerrado. Los hemlock también muestran la capacidad de transferir energía a los árboles cercanos a través de su sistema de raíces. En contraste, el arce azucarero, que también se considera altamente tolerante a la sombra, germinará bajo un dosel cerrado y persistirá como una especie en el sotobosque, pero solo crece a tamaño completo cuando se genera una brecha. 
Las especies intolerantes a la sombra, como el sauce y el álamo, no pueden brotar bajo un dosel cerrado. Las especies intolerantes a la sombra a menudo crecen en humedales, a lo largo de vías fluviales o en áreas perturbadas, donde existe un acceso adecuado a la luz solar directa. 
Además de poder competir en condiciones de poca intensidad de luz, las especies que dan sombra , especialmente los árboles, pueden soportar temperaturas diurnas relativamente bajas en comparación con la competencia de raíces abiertas y, sobre todo, con raíces altas, especialmente con vegetación subordinada.     Es muy difícil separar la importancia relativa de la competencia ligera y subterránea, y en términos prácticos están vinculados de manera inextricable 